# Hemerodromia haruspex
Hemerodromia haruspex är en tvåvingeart som beskrevs av Axel Leonard Melander 1947. Hemerodromia haruspex ingår i släktet Hemerodromia och familjen dansflugor.
Artens utbredningsområde är Florida. Inga underarter finns listade i Catalogue of Life.